# Kazuki Ganaha
Kazuki Ganaha, född 26 september 1980 i Okinawa prefektur, Japan, är en japansk fotbollsspelare.